# Dunaj (dopływ Wisły)
Dunaj lub Donaj – strumień w Warszawie, na terenie Starego Miasta, istniejący do XV w.

## Przebieg i historia
Strumień płynął w przeszłości na terenie Warszawy. Jego bieg rozpoczynał się w miejscu późniejszej ulicy Szeroki Dunaj, prowadził zagłębieniem wzdłuż ulicy Mostowej i kończył się w Wiśle. Ciek dostarczał wodę pitną dla ludności. Istniał do XV w., jego przebieg został włączony do fosy jako element systemu miejskich fortyfikacji, a w miejscu źródła wybudowano – prawdopodobnie w XVI w. – studnię.
Nazwa strumienia wywodzi się od starosłowiańskiego określenia dużej, obfitej wody. Zachowała się w nazwach ulic Szeroki Dunaj i Wąski Dunaj (wcześniej określonych wspólnymi nazwami Dunay – 1655 rok, Donay – 1662/63 i Dunai – 1790).